# Lautenbachzell
Lautenbachzell (anche scritto Lautenbach-Zell)  è un comune francese di 951 abitanti situato nel dipartimento dell'Alto Reno nella regione del Grand Est.

## Società

### Evoluzione demografica
Abitanti censiti